# Cerco de Amiens (1597)
O cerco de Amiens foi um cerco e uma batalha travados durante a Guerra Franco-Espanhola (1595-1598), como parte das Guerras religiosas na França e da Guerra Anglo-Espanhola (1585–1604), entre 13 de maio e 25 de setembro de 1597. Os espanhóis, que enviaram um grande exército em março, capturaram facilmente a cidade de Amiens em um estratagema. Henrique IV da França, após a surpresa da captura, imediata e rapidamente construiu um exército que incluía uma grande força inglesa e sitiou Amiens em 13 de maio.
Uma tentativa de força de socorro enviada sob o comando de Ernst von Mansfeld e do Arquiduque da Áustria falhou repetidamente em desalojar os sitiantes e depois a força de socorro espanhola recuou. Amiens finalmente caiu nas mãos de Henrique com a rendição de toda a força espanhola. Como resultado da vitória, Henrique estava em uma posição forte para promulgar o Edito de Nantes e para negociar a paz de Vervins que foi assinada com a Espanha na primavera seguinte. O cerco foi o último grande evento militar da Guerra Franco-Espanhola, bem como das Guerras Religiosas Francesas.

## Antecedentes
A Espanha sob Filipe II interveio regularmente nas Guerras Religiosas em favor da Liga Católica contra os Huguenotes, mais notavelmente no Cerco de Paris (1590), no Cerco de Rouen (1591-1592) e na Batalha de Craon, em 1592. No entanto, somente em 1595 a guerra foi oficialmente declarada entre os dois países pelo novo rei francês, Henrique IV, que havia se convertido ao catolicismo e sido recebido em Paris no ano anterior para ser coroado com o apoio popular. A partir de então, a guerra civil começou a se voltar contra os radicais da Liga Católica apoiada pela Espanha, incluindo duas grandes vitórias reais francesas sobre os espanhóis na Fontaine-Française e Ham, em 1595. Os espanhóis se recuperaram com uma forte campanha no ano seguinte, capturando Le Catelet, Doullens, Cambrai, Calais e Ardres.
Em 1597, Hernando Portocarrero, o governador espanhol da cidade de Doullens, propôs um plano ao Arquiduque Alberto, soberano dos Países Baixos dos Habsburgos, para tomar o capital da Picardia, Amiens, de surpresa. O arquiduque concordou e viu a aquisição de Amiens como uma compensação pela recente derrota na Batalha de Turnhout, no Brabante, pelas forças anglo-holandesas lideradas por Maurício de Nassau, no início do ano. Ele designou 7.000 infantes e 700 cavalarianos para o governador Portocarrero. O plano era esconder 500 soldados de infantaria e cavaleiros em pequenos grupos perto da cidade. O governador enviou dezesseis homens vestidos de camponeses para Amiens e os dividiu em três grupos.

### Espanhóis capturam Amiens
Na manhã de 11 de março, esses homens entraram pela Porta de Montrescu. O primeiro grupo carregava sacos de nozes e maçãs, que viraram "acidentalmente" no portão da cidade. Quando os guardas franceses agarraram as nozes, os "camponeses" sacaram pistolas e os dominaram. Um guarda derrubou os portões, mas não conseguiu fechá-los porque os "camponeses" tinham desatrelado uma carroça cheia de madeira por baixo.  Os 500 soldados de infantaria e de cavalaria espanhóis escondidos ajustaram perfeitamente o momento de atacar a cidade. Com quase nenhuma resistência, a cidade logo ficou sob controle espanhol. O povo de Amiens ainda tem o apelido de comedores de nozes após esse incidente.

### Reação de Henrique
Henrique, que passara o inverno em Paris, foi acordado naquela noite no Louvre e pela manhã vestiu sua armadura. A situação agora era grave, pois a estrada estava aberta para Paris através do vale do Somme. Nessa altura, estava para ser feita uma proposta de paz entre a França e a Espanha. Recuperar Amiens proporcionaria a Henrique uma importante posição na negociação e garantiria que a paz fosse o seu objetivo final. Na verdade, o cerco de Amiens decidiria a guerra entre a França e a Espanha. No entanto, o dinheiro era escasso no fundo de guerra francês e muita dissidência foi causada entre os antigos aliados huguenotes de Henrique, muitos dos quais se recusaram a aderir e queriam concessões agora que ele se tornara católico. Henrique dependia fortemente de recursos externos, dinheiro e tropas especialmente dos ingleses. A Rainha Elizabeth I, depois de muita hesitação concordou relutantemente com o emprego de suas tropas, depois de considerar negociar por Boulogne ou uma indenização em dinheiro, a última das quais foi acordada.

## Cerco

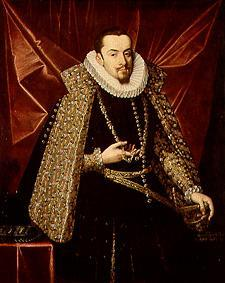
Arquiduque Alberto da Áustria por Juan Pantoja de la Cruz

Em 13 de maio, Henrique rapidamente trouxe um exército de 4.000 soldados de infantaria francesa e suíça e 700 da cavalaria francesa sob o comando de Charles de Gontaut, duque de Biron, para Amiens. Em uma forma de alta diplomacia, Henrique deu aos huguenotes esperanças de direitos substanciais e fez questão de manter essa garantia assim que o cerco terminasse. Esse exército logo começou a se expandir de todas as partes do reino, mas o principal reforço veio dos ingleses, Por meio da Tríplice Aliança de 1596, Elizabeth enviou 2.000 soldados ingleses para a França sob o comando de Sir Thomas Baskerville com outros 1.500 ingleses criados em Rouen. A maioria eram veteranos dos combates em Flandres e a maioria deles havia lutado em Turnhout no início do ano.
Esse exército cortou as linhas de abastecimento de Doullens e começou a sitiar a cidade. Os espanhóis ficaram surpresos com a velocidade da reação francesa, muitos civis foram expulsos da cidade e Amiens se preparou para um longo cerco. O acampamento francês cresceu em tamanho, embora ainda estava bem abastecido. Dois hospitais foram estabelecidos e o exército foi financiado às custas do Duque de Sully. As sapas paralelas e as trincheiras quase paralelas, foram uma das primeiras na guerra de cerco, precedendo os projetos de Vauban. Os espanhóis lançaram muitos ataques contra as obras de cerco, mas a maioria delas não teve sucesso.
Em 22 de maio de 1597, Portocarrero fez uma furiosa surtida com 500 cavaleiros no quartel-general de Biron, tomando um forte que os franceses haviam construído para defender o quartel-general. Após duas horas de combate, os espanhóis foram expulsos e logo perseguidos pelas tropas francesas que quase invadiram a cidade. Os espanhóis foram salvos pela chegada de 400 soldados de infantaria que repeliram o francês, o que lhes permitiu fechar os portões.
Em meados de junho, Elizabeth enviou mais reforços da Inglaterra, outros 700 soldados sob o comando de Sir Arthur Chichester, tendo desembarcado em St Valery. Chichester substituiria então o doente e moribundo Baskerville como comandante das forças inglesas na França. Com essa adição, a força inglesa totalizou quase 4.200 homens.
Em 4 de setembro, um grupo de ataque francês tomou um baluarte no lado sul da cidade, Durante o ataque, Portocarrero foi morto pouco antes da retirada francesa. Ele foi sucedido por Girolamo Caraffa, Marquês de Montenegro. Quatro dias depois, François d'Espinay de Saint-Luc, o grão-mestre da artilharia, foi morto por um arcabuz e Henrique lamentou muito por ele. Isso foi um grande golpe para o moral das tropas francesas.
A situação dentro de Amiens, no entanto, era sombria à medida que o cerco cobrava seu preço Muitos soldados sofriam de doenças e de falta de alimentos. Caraffa, em desespero, enviou mensageiros ao arquiduque Alberto, dois dos quais conseguiram passar.

### Tentativa de socorro

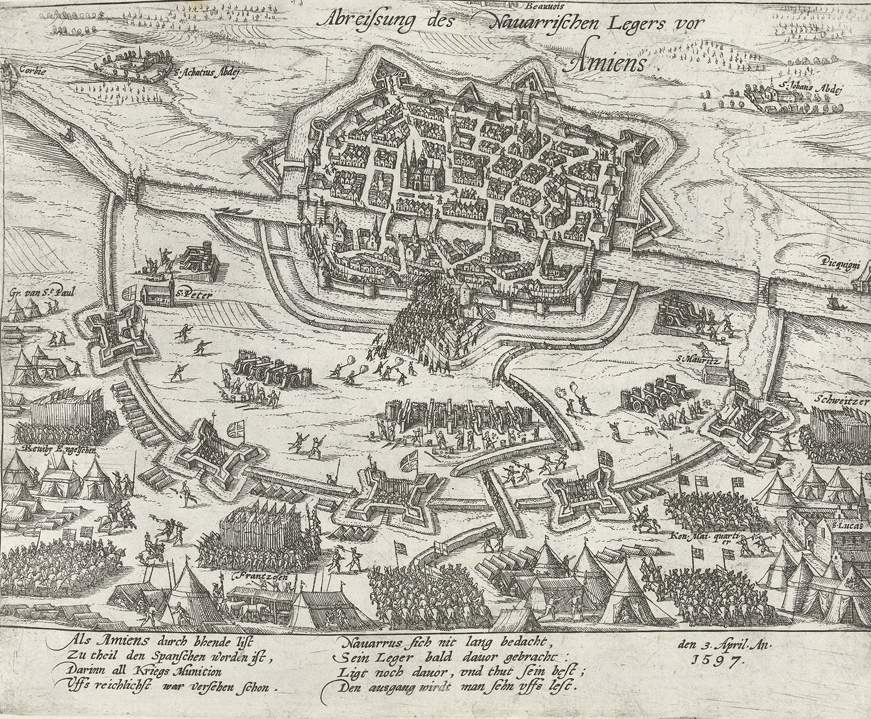
Cerco de Amiens em 1597, mostrando as posições inglesas (à esquerda) e as posições francesas por Frans Hogenberg.

Em 10 de setembro, Caraffa foi informado de que dois exércitos de socorro espanhóis estavam em andamento: um sob o comando do arquiduque Alberto e outro sob o comando de Peter Ernst von Mansfeld-Vorderort, consistindo de mais de 25.000 homens que incluíam terços veteranos.  Carlos, duque de Mayenne, foi capaz de convencer Henrique IV e Biron a não enfrentar o enorme exército de socorro, mas a permanecer nas trincheiras sabendo que estavam em desvantagem numérica de quase dois para um, se combatessem em batalha aberta. Essa estratégia seria bem-sucedida e a força de Mansfeld apareceu seis milhas abaixo de Amiens em 18 de setembro, nas margens do Somme.
Von Mansfeld foi o primeiro a chegar, em 20 de setembro. Ele lançou um ataque imediato aos campos franceses entrincheirados e depois ao campo inglês, mas todos foram repelidos, infligindo enormes perdas. Nesse último ataque , Arthur Chichester, 1º Barão Chichester, foi ferido no ombro, mas foi nomeado cavaleiro pelo rei francês por seu valor.

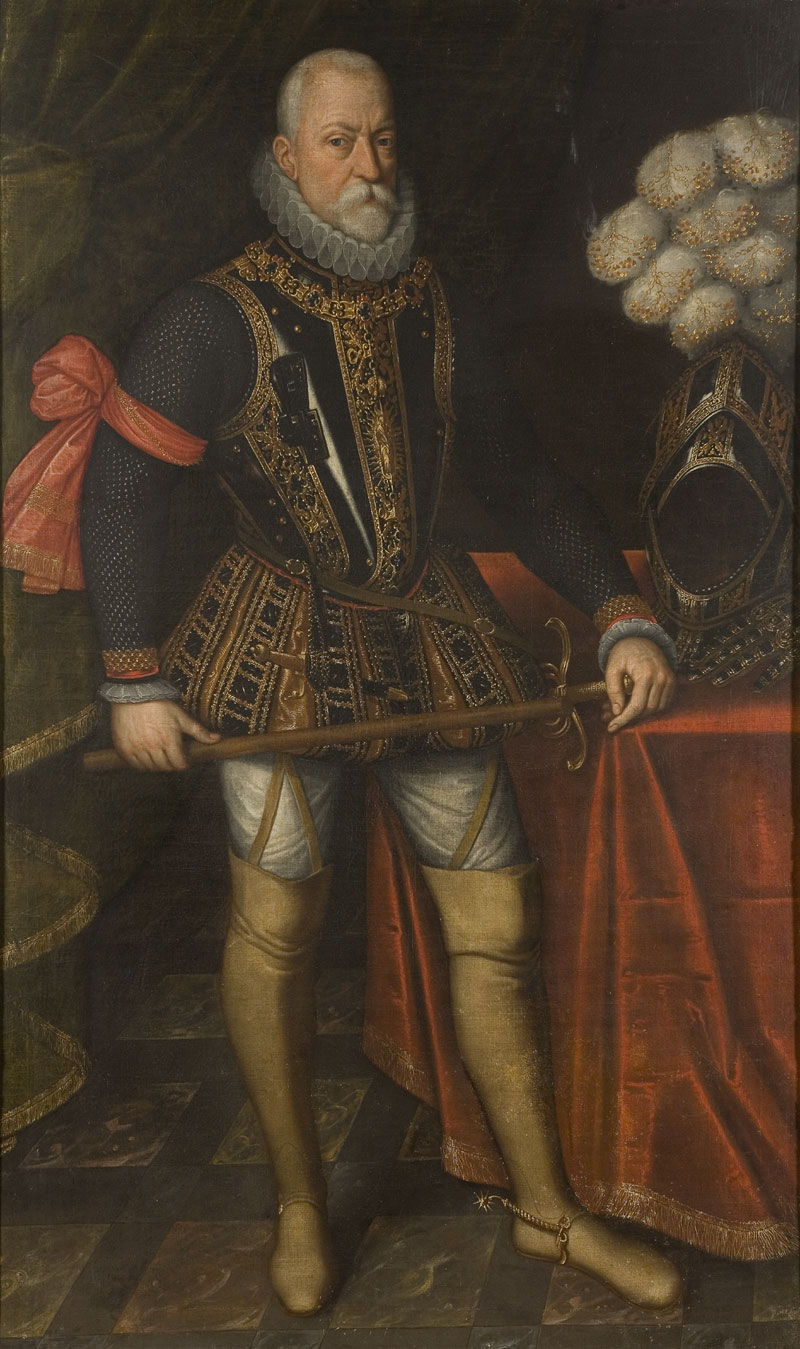
Peter Ernst I von Mansfeld, por Antonis Mor

O arquiduque Alberto chegou no dia seguinte trazendo todas as tropas que pôde reunir, na esperança de quebrar o cerco. Ao saber da dificuldade de Mansfeld, ele imediatamente ordenou o disparo de toda a sua artilharia para dar a conhecer aos sitiados que o socorro estava próximo. Depois de passar pela abadia de Bettancourt, Alberto tentou lançar uma ponte sobre o rio Somme, abaixo da vila de Longpre, mas devido ao mau tempo e à subida das águas ele resolveu encontrar outro caminho. Eventualmente a margem sul foi alcançada, mas logo depois os espanhóis foram rechaçados após terem sido atingidos pelo fogo da artilharia francesa e foram forçados a recuar para a outra margem.
Outro ataque foi planejado para o dia seguinte, mas ao observar as forças francesa e inglesa nas trincheiras fortalecidas, Alberto decidiu não arriscar mais perdas pesadas. Embora o exército de socorro comandado por Von Mansfeld e Alberto tivesse efetivo maior do que os anglo-franceses, seu moral estava baixo. Depois de ser consistentemente repelido com pesadas perdas e com rumores de motim e dissidência nas fileiras, o Arquiduque concluiu que não havia esperanças de salvar a cidade. Ele ordenou que o ataque fosse cancelado e decidiu retirar-se em boas condições.
O rei imediatamente os perseguiu com a maior parte de seu exército para que os espanhóis fossem constantemente assediados, mas o Arquiduque evitou a batalha e retirou-se rapidamente sob o manto da escuridão. O rei então voltou sua atenção para o cidadela de Amiens.

### Rendição
Henrique agora podia ver que a posição espanhola era desesperadora e, não muito depois da retirada do Arquiduque, ele convocou Caraffa à rendição. Caraffa concordou relutantemente e negociações para a rendição de a cidade começou logo depois. O acordo foi assinado em 25 de setembro.
Henrique concedeu à guarnição uma honrosa capitulação e revisou a rendição das forças espanholas.

## Consequências

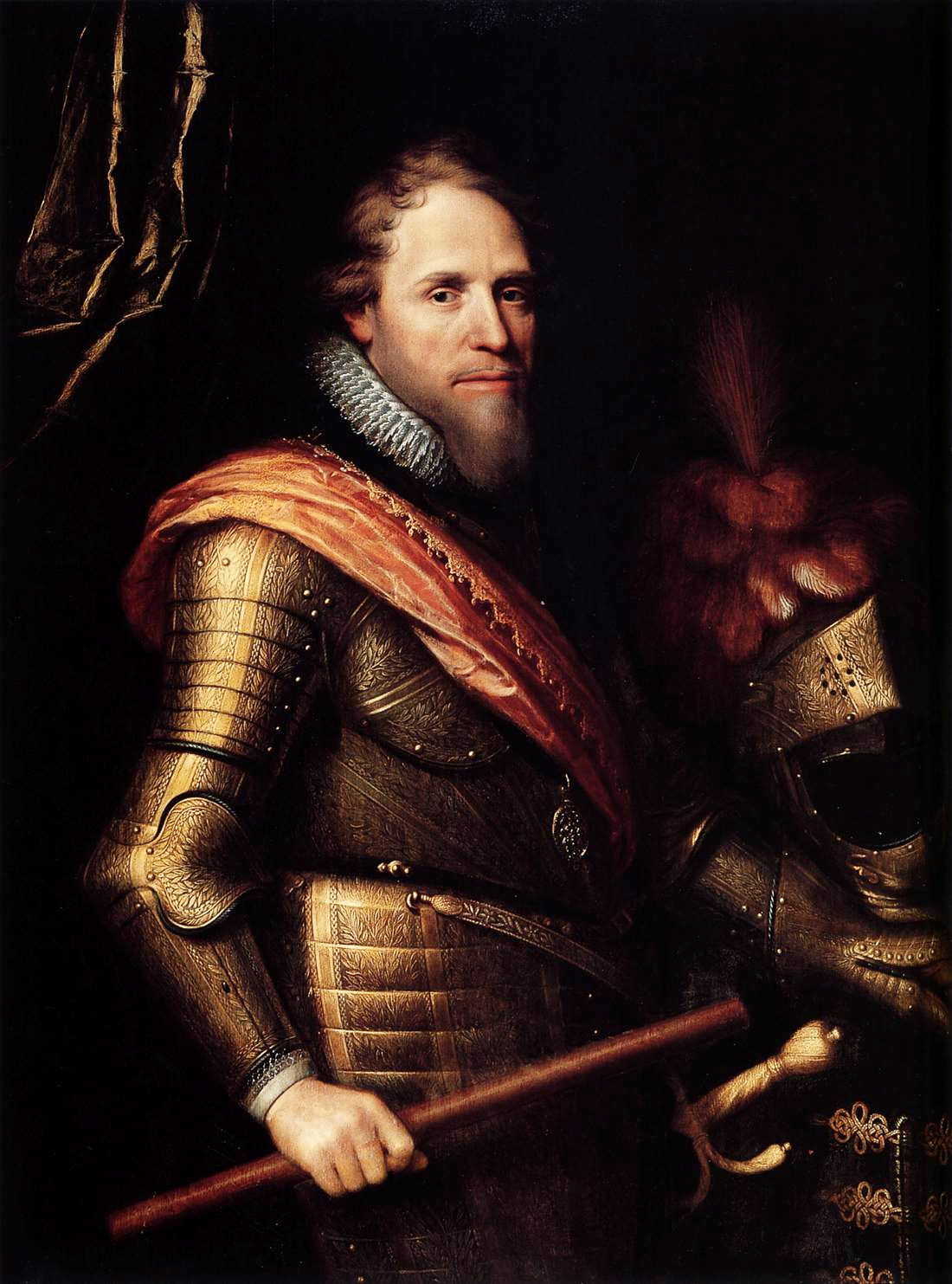
Retrato de Maurício, Príncipe de Orange, por Michiel Jansz van Mierevelt, 1607

O custo para os espanhóis foi alto, com mais de 5.000 capturados em Amiens, incluindo muitos feridos e doentes. A força de socorro sofreu quase 2.000 baixas, muitas devido a doenças. À medida que as tropas rendidas marchavam, puxaram consigo centenas de carroças carregadas de mortos e feridos enquanto os oficiais espanhóis saudavam Henrique. Amiens foi então fortemente guarnecida e recebeu defesas muito mais fortes sob a supervisão do matemático e engenheiro militar francês Jean Errard.
Com a ajuda dos dois hospitais de campanha, as forças de Henrique sofreram perdas moderadas que chegaram a pouco mais de 600. Como resultado, o cerco de Amiens ficou conhecido como o cerco de veludo. Esse foi um dos primeiros cercos ou batalhas conhecidos onde hospitais de campanha foram estabelecidos.
O cerco teve consequências estratégicas: a concentração de Alberto em Amiens significou que as forças espanholas que guardavam a fronteira com a República das Sete Províncias Unidas dos Países Baixos foram deixadas por conta própria, permitindo que Maurício, Príncipe de Orange capturasse várias cidades em sua célebre campanha de 1597 .
Com a capital da Picardia livre dos espanhóis, Henrique estava agora em uma boa posição para negociar, mas para ficar ainda mais forte ele teve que subjugar o resto da França. No ano seguinte, Henrique lançou uma grande campanha na Bretanha, o último reduto da Liga Católica. No entanto, isso foi uma ação tanto diplomática quanto militar. O objetivo era conquistar os protestantes, bem como os católicos rebeldes restantes, incluindo o Duque de Mercœur. O rei partiu com um exército de 14.000 homens e a campanha que se seguiu foi um grande sucesso. Ele manteve a promessa de direitos substanciais que havia feito durante o cerco de Amiens. O resto da guerra foi quase uma formalidade. Enquanto as negociações de paz decorriam com Filipe, as cidades expulsaram os últimos partidários da Liga Católica e quaisquer guarnições espanholas de apoio, que ofereceram resistência mínima. Finalmente Mercœur cedeu. Sua submissão a Henrique em Angers foi concluída em 20 de março de 1598. Henrique então marchou triunfalmente para Nantes e emitiu o Edito de Nantes em 13 Abril de 1598, que efetivamente pôs fim às Guerras religiosas na França.

### Paz de Vervins
A vitória em Amiens foi celebrada como um grande feito. Marcou uma virada decisiva no caminho para a paz franco-espanhola, pois a Espanha, sobrecarregada e em graves dificuldades financeiras, percebeu que precisava de abandonar o seu esforço de guerra contra a França. Em conjunto com a crise financeira espanhola, a sua insolvência causada pela captura de Cádis, duas dispendiosas armadas fracassadas (a segunda armada espanhola em 1596 e a terceira armada espanhola em 1597) contra a Inglaterra, juntamente com a guerra cada vez mais malsucedida contra os holandeses, significava que a Espanha tinha muito com que lidar. Motins nas guarnições de Doullens, Cambrai, Ardres e Le Catelet aumentaram os problemas da Espanha. Com essa vantagem, Henrique garantiu que a Paz de Vervins fosse assinada, o que encerraria a guerra entre os dois países. O tratado foi altamente benéfico para a França, pois um Filipe doente e moribundo reconheceu o ex-protestante Henrique como rei dos franceses. Além disso, as cidades governadas pelos espanhóis foram entregues ao rei francês sob os termos da paz.:266 Vervins foi a derrota final de Filipe II e um sinal da longa queda da Espanha dos Habsburgos e da ascensão gradual da hegemonia europeia da França durante o seguinte Grand Siècle.

## Participantes notáveis
- Thomas Dudley, um magistrado colonial inglês que se tornou governador da Colônia da Baía de Massachusetts e fundador de Cambridge, Massachusetts.[41]